# Aïcha al-Horra
Pour les articles homonymes, voir Aïcha (homonymie).

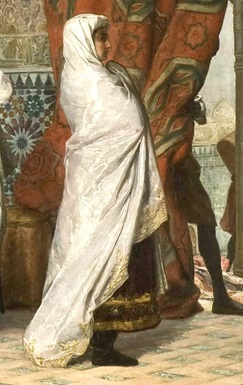
Aïcha al-Horra, détail de Sortie de la famille de Boabdil de l'Alhambra par Manuel Gómez-Moreno González (1880).

`Â'icha bint Mohammed “al-Horra”, Aixa en espagnol, surnommée La Horra ou Al-Horra (La Libre) curieusement presque toujours traduit par La Honesta en espagnol, parfois appelée Fátima chez certains auteurs, est la mère du dernier souverain d'Al-Andalus Mohammed XII az-Zughbî aussi nommé El Chico ou Boabdil). Elle est l'une des femmes les plus célèbres de l'histoire d'Al-Andalus, en dépit du peu de documents sur sa vie et de la polémique apparue sur son véritable nom.

## Biographie
`Â'icha (ou Fátima) serait la fille de Mohammed IX al-'Aysar (El Zurdo), à moins qu'elle ne soit la fille de Mohammed X al-'Ahnaf (El Cojo). En tout état de cause, elle fait partie de la famille royale de Grenade à un haut rang et devait jouir d'un patrimoine et d'un prestige considérables qui expliqueraient son influence publique postérieure.
Selon un document apporté par Luis Seco de Lucena, elle reçut le 3 octobre 1492 du chevalier chrétien Don Luis de Valdivia deux mille cinq cents réaux d'argent pour prix de la vente de ses propriétés agricoles qui deviennent par la suite propriété des Rois Catholiques. Dans Grenade, elle possédait le palais de Dar al-Horra et aux environs, l'Alcázar del Genil qui était sa résidence d'agrément.
`Â'icha aurait été l'épouse en premières noces de Mohammed XI (El Chiquito). Elle est veuve en 1455. Sa`d al-Musta`în (Ciriza), qui a renversé et exécuté son époux, la marie alors à son fils Abû al-Hasan `Alî (El Viejo) (Muley Hacén). Avec cette union, il espérait sans doute arriver à une réconciliation entre les dynasties et les factions grenadines. Â'icha est ensuite, pendant vingt ans, la sultane et l'épouse du sultan Abû al-Hasan `Alî, avec lequel elle a deux fils : Mohammed XII az-Zughbî (El Chico) (Boabdil) et Abû al-Hajjâj Yûsuf, ainsi qu'une fille nommée `Â'icha.
Mais le sultan tombe amoureux d'une esclave chrétienne, Isabelle de Solis, qui prend le nom de Soraya en se convertissant à l'islam. Celle-ci a deux fils et finit par supplanter `Â'icha : Abû al-Hasan `Alî l'expulse de l'Alhambra et la fait reléguer dans les appartements moins royaux du palais de Dar al-Horra.
En juillet 1482, les Castillans s'installent dans une petite vallée plantée d'oliviers et des collines, au pied de la forteresse nasride de Loja. Cette place forte est défendue par un des meilleurs commandants grenadins : `Alî al-Attar. Celui-ci, profitant d'une négligence des envahisseurs, fait une sortie avec des fantassins et des cavaliers attaquant directement le camp des Castillans. Il parvient ainsi à s'emparer d'armes, de canons et de matériels que les Castillans avaient amenés pour leur siège.
La crainte pour la succession de ses fils et la méfiance envers les intentions du sultan incitent `Â'icha à prendre part, avec la faction aristocratique arabe des Abencérages (Banu Sarraj), à une conspiration pour détrôner Abû al-Hasan `Alî et mettre à sa place son fils Boabdil. Le 14 juillet 1482, les armées chrétiennes se retirent. Le même jour arrive de Grenade la nouvelle de l'évasion de l'Alhambra des deux fils d'Abû al-Hasan, Mohammed az-Zughbî (Boabdil) et Yûsuf. Leur fuite a été favorisée par `Â'icha. Les princes rebelles arrivent à Guadix. Mohammed az-Zughbî (Boabdil) y est reconnu comme souverain.
`Â'icha intervient à nouveau avec ténacité et fermeté en 1483, quand son fils est fait prisonnier des chrétiens dans la bataille de Lucena : elle négocie sa libération.
On sait peu de choses sur sa vie durant les années suivantes. Elle a sûrement continué s'impliquer dans les événements agités et décisifs qui eurent lieu à Grenade : les prétentions au trône de Az-Zaghall, son beau-frère qui prend le trône de Boabdil entre 1485 et 1487. `Â'icha est également considérée comme l'âme de la résistance au harcèlement des troupes chrétiennes. Quand la ville se rend aux Rois Catholiques le 2 janvier 1492, `Â'icha part en exil avec son fils.
Elle réside d'abord chez le seigneur d'Andarax, dans l'Alpujarra. En octobre 1493, elle part avec son fils finir sa vie à Fès au Maroc.
Femme énergique et de caractère fort, l'image qu'on a d'elle, venant de sources castillanes, est celle d'une personne d'un caractère passionné. Sa vie agitée a été utilisée comme sujet dans la littérature jusqu'à nos jours. Elle a été une femme capable de prendre d'importantes décisions qui ont influencé l'évolution politique du royaume, pour s'assurer la succession de leur fils aîné au trône de la Grenade nasride. `Â'icha a combattu pour ses droits et ceux de ses fils avec une fermeté inhabituelle pour une femme du XVe siècle. Une lutte que la littérature romantique a transformée en drame passionnel et histoire de vengeances.

## La tradition orale
Dans la mémoire populaire espagnole, selon la tradition orale, `Â'icha est devenue un héros romantique de la Reconquista, compte tenu des événements qui se sont déroulés lors de la perte du royaume par son fils Boabdil. Son nom est donc fréquemment présent autour de Grenade.
- Selon la tradition populaire, elle aurait réprimandé son fils le sultan Boabdil lorsque ce dernier, au col dit du « soupir du Maure », se serait retourné pour jeter un dernier regard sur sa capitale Grenade que venaient de conquérir les Rois catholiques. Comme il pleurait, elle aurait rabroué son fils en larmes, lui lançant sèchement en arabe :

« ابكِ مثل النساء ملكاَ لم تحافظ عليه مثل الرجال ») 
« Pleure comme une femme, un royaume que tu n'as pas su défendre comme un homme. »
- La chaise du Maure (Silla del Moro)